# Stazione di Capaccio-Roccadaspide
Stazione di Capaccio-Roccadaspide vasútállomás Olaszországban, mely Capaccio és Roccadaspide településeket szolgálja ki.

## Vasútvonalak
Az állomást az alábbi vasútvonalak érintik:
- Battipaglia–Reggio di Calabria-vasútvonal

## Kapcsolódó állomások
A vasútállomáshoz az alábbi állomások vannak a legközelebb:
- Stazione di Paestum